# Mary Martin (attrice del cinema muto)
Mary Martin, conosciuta anche come Mary G. Martin o Marty Martin (fl. XIX-XX secolo), è stata un'attrice statunitense dell'epoca del muto.

## Biografia
Di lei non si conoscono dati anagrafici certi. Durante gli anni dieci del Novecento, lavorò nel cinema, apparendo in circa una ventina di pellicole, in gran parte lungometraggi. Girò soprattutto per la Fox Film Corporation, la casa di produzione che sarebbe diventata in seguito la 20th Century Fox. Fu diretta da registi quali Sydney Ayres, Frank Lloyd, Carl Harbaugh, J. Gordon Edwards. Recitò a fianco di alcuni dei miti del cinema muto come Theda Bara, William Farnum e Pearl White. Nel 1917, ebbe il ruolo di Hester Prynne in una delle numerose versioni per lo schermo del capolavoro di Nathaniel Hawthorne, La lettera scarlatta.

## Filmografia
- A Modern Othello, regia di Harry A. Pollard (1914) - cortometraggio (1914)
- A Modern Rip Van Winkle, regia di Sydney Ayres (1914)
- The Birth of Emotion, regia di Henry Otto (1915)
- Greater Love Hath No Man, regia di Herbert Blaché (1915)
- The Vampire, regia di Alice Guy (1915)
- The Honeymooners, regia di Archer MacMackin (1915)
- The Wonderful Adventure, regia di Frederick A. Thomson (1915)
- The Broken Law, regia di Oscar Apfel (1915)
- Some Night
- Hazel Kirke, regia di Louis J. Gasnier, Leopold Wharton, Theodore Wharton (1915)
- The Eternal Sappho, regia di Bertram Bracken (1916)
- Daredevil Kate, regia di Keenan J. Buel (1916)
- Il pirata dell'amore (The Vixen), regia di J. Gordon Edwards (1916)
- The Scarlet Letter, regia di Carl Harbaugh (1917)
- The Tiger Woman, regia di George Bellamy e J. Gordon Edwards (1917)
- The Derelict, regia di Carl Harbaugh (1917)
- The Heart of a Lion, regia di Frank Lloyd (1917)